# Región metropolitana de Chapecó
La Región Metropolitana de Chapecó es una región metropolitana de Brasil creada el 2007 por la ley estatal n°377. Su ciudad sede es Chapecó, y está formada por 25 municipios, 16 en el núcleo metropolitano.

## Municipios

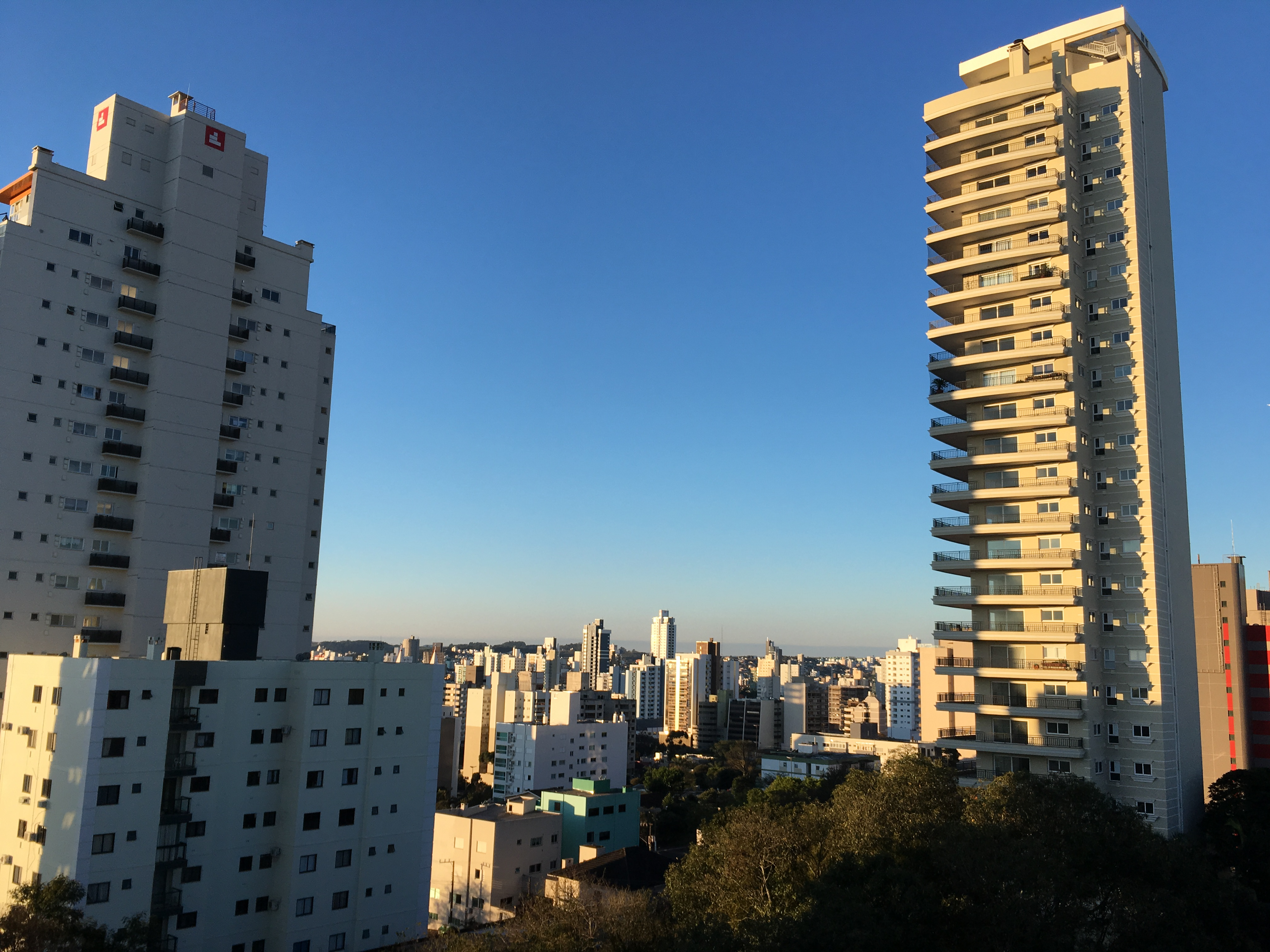
Chapecó.

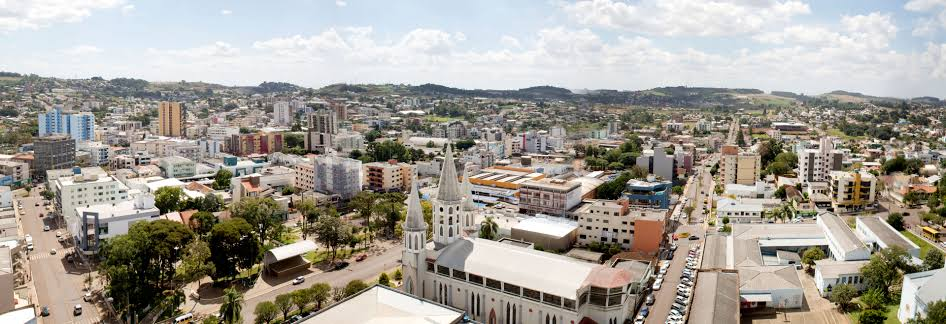
Xanxerê.

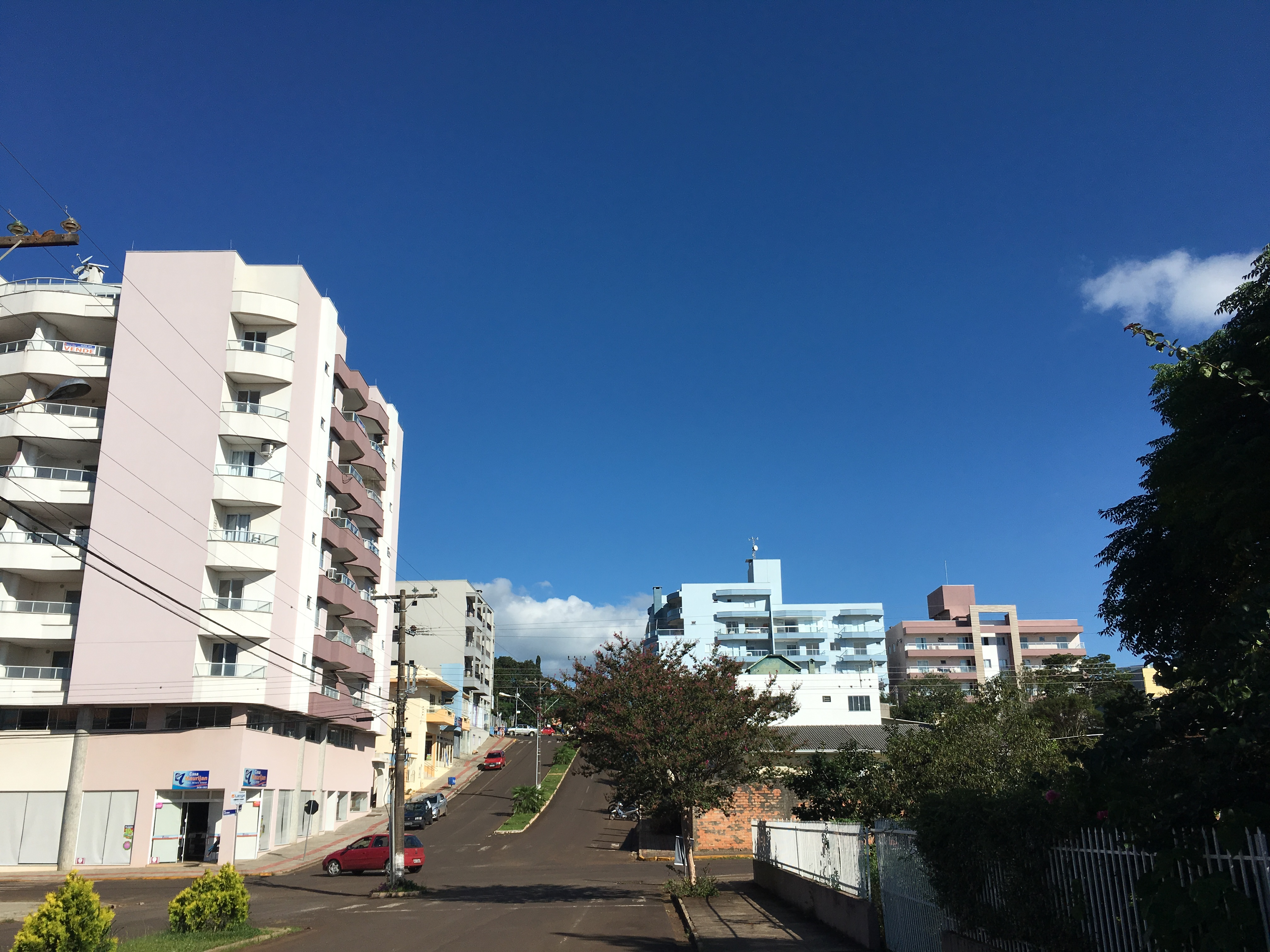
Faxinal dos Guedes.

| Municipio            | Población (2016)     | Área (km²)           | Densidad dem. (hab/km²) |
| Núcleo metropolitano | Núcleo metropolitano | Núcleo metropolitano | Núcleo metropolitano    |
| -------------------- | -------------------- | -------------------- | ----------------------- |
| Chapecó              | 216 654              | 626,06               | 293,15                  |
| Xanxerê              | 50 309               | 377,764              | 116,81                  |
| Xaxim                | 28 424               | 293,279              | 87,67                   |
| Pinhalzinho          | 19 906               | 128,159              | 127,44                  |
| Seara                | 17 506               | 310,981              | 54,39                   |
| São Carlos           | 11 191               | 161,292              | 63,8                    |
| Coronel Freitas      | 10 022               | 233,968              | 43,65                   |
| Saudades             | 9 679                | 206,596              | 43,64                   |
| Águas de Chapecó     | 6 455                | 139,832              | 43,7                    |
| Nova Erechim         | 4 945                | 64,892               | 65,88                   |
| Guatambu             | 4 710                | 205,874              | 22,73                   |
| Nova Itaberaba       | 4 333                | 137,547              | 31,2                    |
| Planalto Alegre      | 2 850                | 62,461               | 42,49                   |
| Águas Frias          | 2 378                | 76,14                | 31,84                   |
| Arvoredo             | 2 246                | 90,769               | 24,9                    |
| Paial                | 1 537                | 85,757               | 20,56                   |
| Núcleo de expansión  |                      |                      |                         |
| Palmitos             | 16 182               | 352,504              | 45,45                   |
| Faxinal dos Guedes   | 10 686               | 339,699              | 31,38                   |
| Quilombo             | 9 946                | 280,258              | 36,57                   |
| Itá                  | 6 209                | 165,869              | 38,75                   |
| Xavantina            | 3 963                | 216,688              | 19,12                   |
| Caxambu do Sul       | 3 735                | 140,708              | 31,35                   |
| União do Oeste       | 2 517                | 92,617               | 31,42                   |
| Cunhataí             | 1 957                | 55,768               | 33,75                   |
| Marema               | 1 846                | 104,066              | 21,17                   |